# Hubur Flumen
L'Hubur Flumen è una struttura geologica della superficie di Titano.